# CTLA-4
CTLA-4（細胞傷害性Tリンパ球抗原4, cytotoxic T-lymphocyte-associated protein 4）は免疫チェックポイント・タンパク質である。CD分類による別名はCD152。

## 概要
T細胞の表面に発現したCTLA-4が、抗原提示細胞の表面でCD80またはCD86に結合すると、免疫系の働きを停止させる。

## 検出方法
免疫染色等の検出方法がある。